# Xylopia pulchella
Xylopia pulchella är en kirimojaväxtart som beskrevs av Henry Nicholas Ridley. Xylopia pulchella ingår i släktet Xylopia och familjen kirimojaväxter. Inga underarter finns listade i Catalogue of Life.